# Cultura di Arzachena

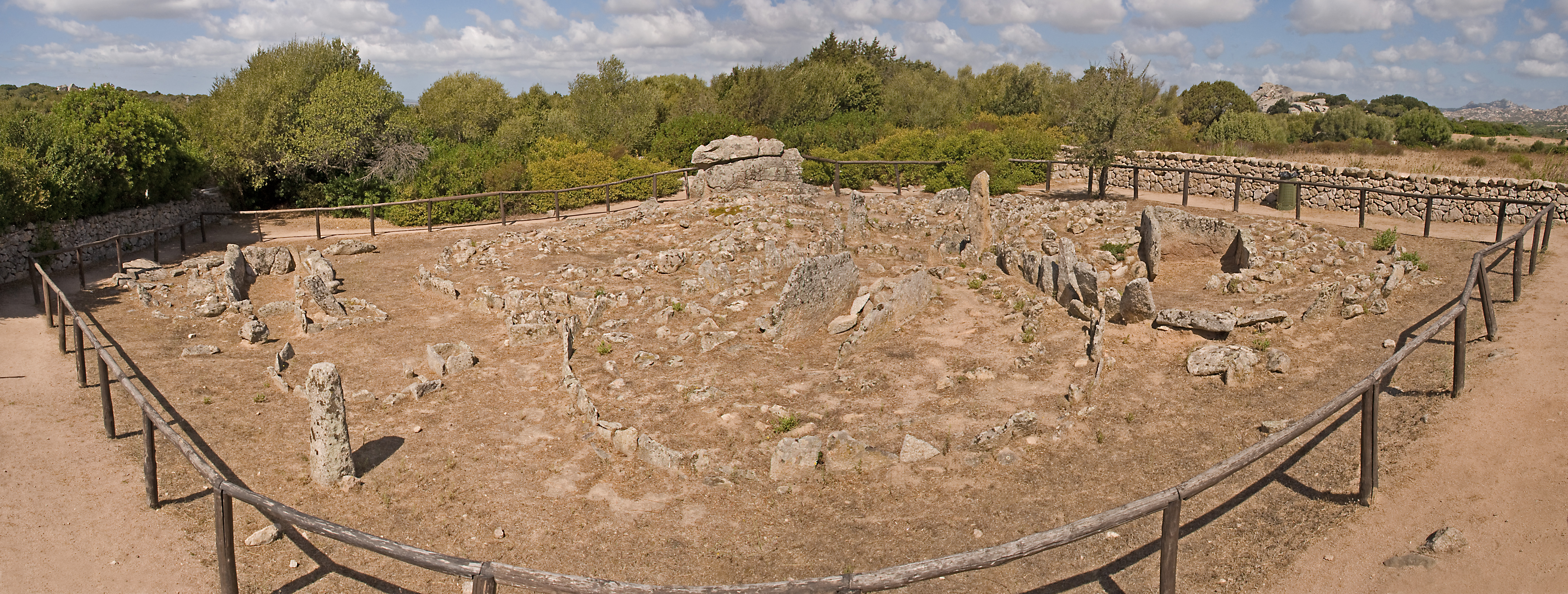
Arzachena (Li Muri), circoli megalitici

La cultura di Arzachena (conosciuta anche come cultura dei circoli megalitici o facies gallurese o corso gallurese) è stata una cultura megalitica sviluppatasi nel V millennio a.C. nella regione storica della Gallura, nella Sardegna settentrionale.
Questo aspetto culturale è noto soprattutto per aver edificato importanti strutture megalitiche come quelle di Li Muri ad Arzachena.

## Cultura principale
Nel passato le diverse interpretazioni degli studiosi sui ritrovamenti archeologici galluresi hanno sostenuto che i circoli megalitici e i menhir furono eretti da genti della cultura di Ozieri, confermando la disparità culturale esistente al suo interno.
Recenti studi hanno però dimostrato che le tipiche produzioni ceramiche come la coppa in steatite verde a Li Muri, sarebbero da attribuire alla facies San Ciriaco inserita in un periodo di transizione tra la Cultura di Bonu Ighinu e la Cultura di Ozieri.

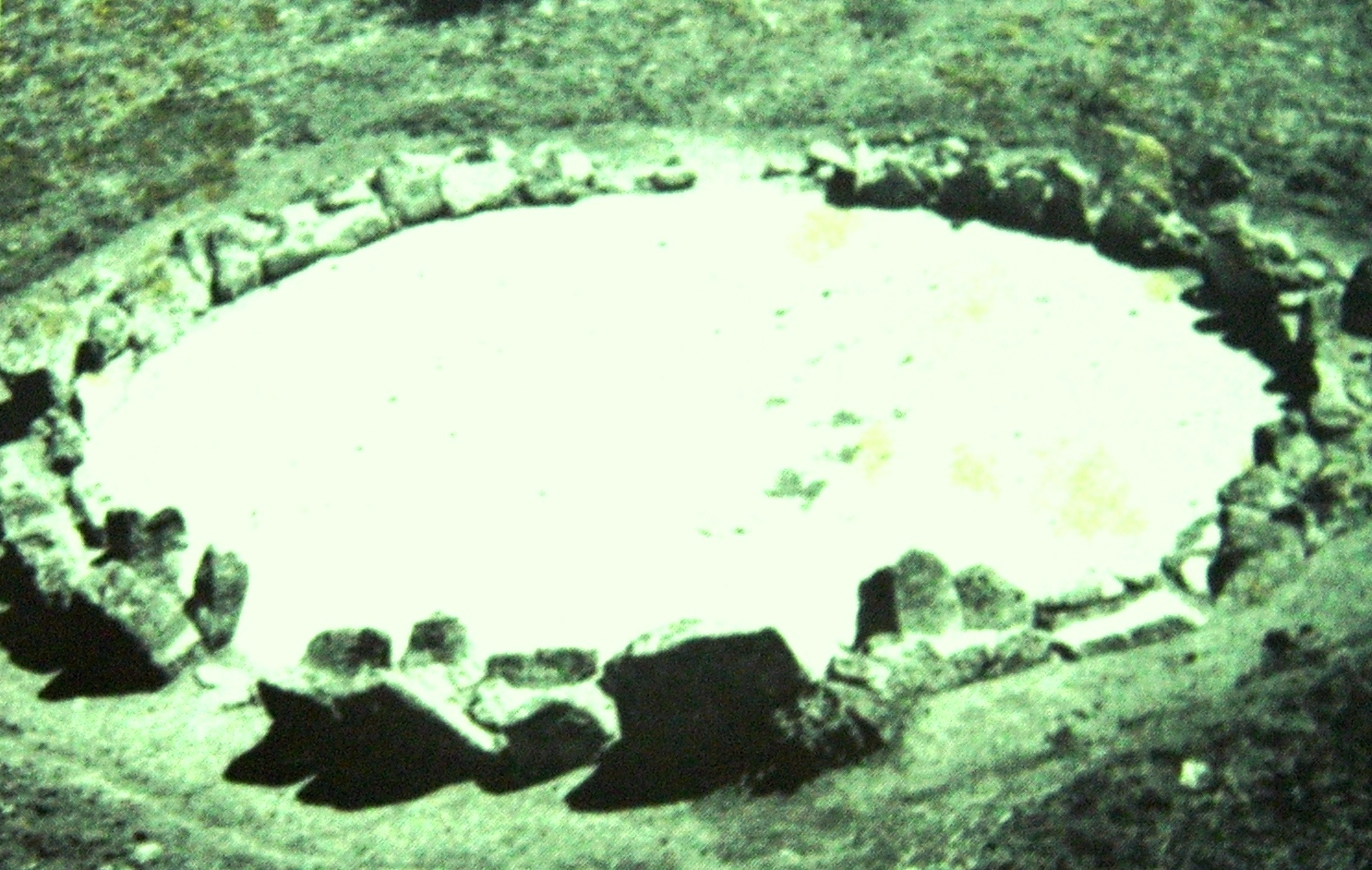
Arzachena, Li Muri; circolo megalitico in una immagine degli anni cinquanta.

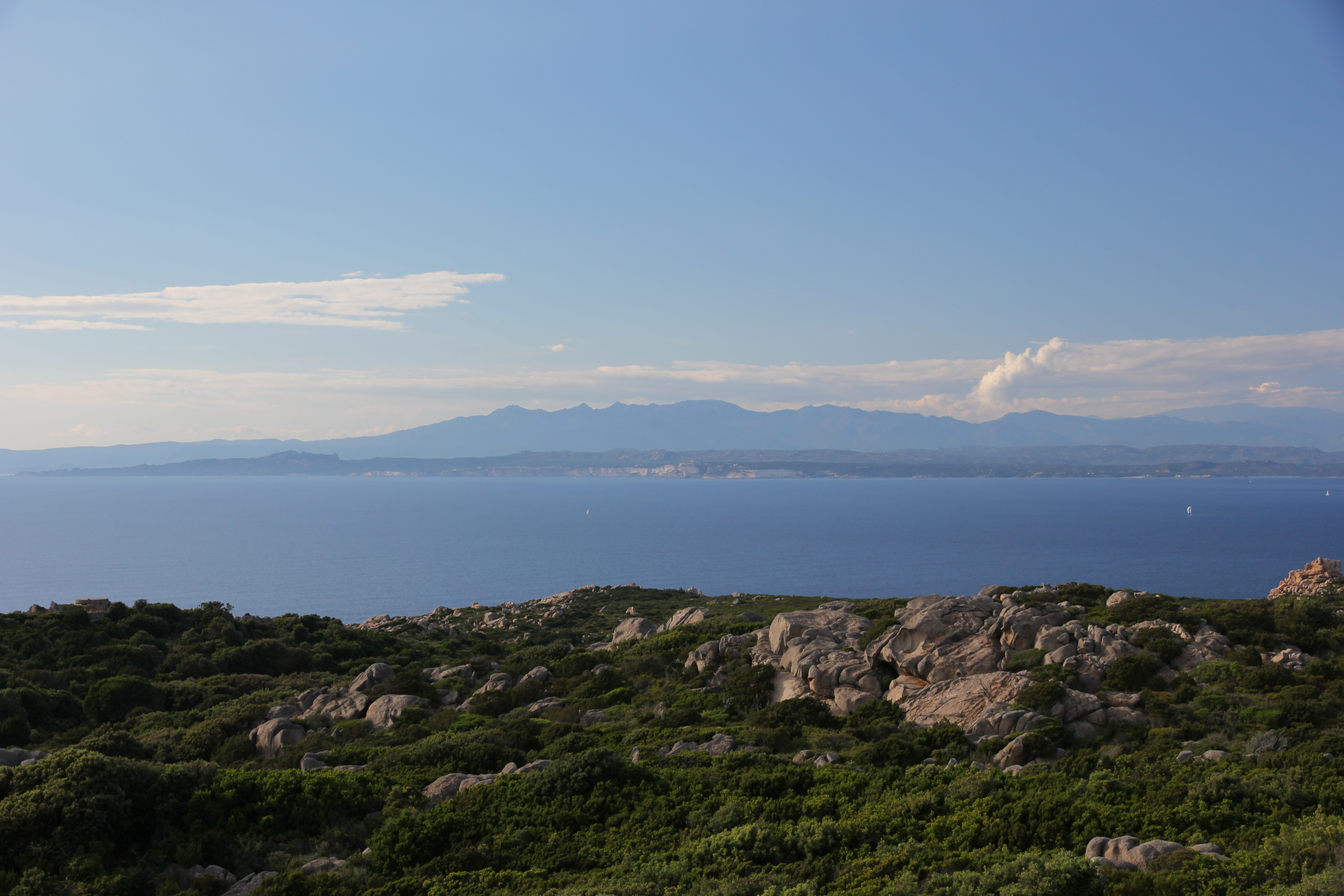
Le Bocche di Bonifacio costituiscono il breve tratto di mare che separa la Sardegna dalla Corsica

## Il ponte corso
La caratteristica struttura morfologica della Sardegna - in particolare la parte nord-est - costituita dalla catena montuosa del monte Limbara, forma una barriera fisica non indifferente, separando questa parte settentrionale dal resto dell'isola, mentre le ampie vallate del massiccio granitico, scendenti a nord, si aprono verso il mare in direzione della vicina Corsica, formando con questa quasi un unicum, separato soltanto da un esile braccio di mare.
Questa vasta area, conosciuta come Gallura, insieme alla Corsica ha costituito - per la sua particolarità geografica - il punto di transizione e di incontro per i popoli che risalivano dal Mediterraneo orientale e quelli che si affacciavano sul continente tosco-ligure-provenzale (le isole dell'Arcipelago Toscano distano 30 kilometri circa).
Tutta la zona era abitata sin dai tempi più remoti da popolazioni di pastori-guerrieri di etnia corsa, il cui nucleo principale si suppone stanziasse prevalentemente nelle Gallure.

## Ipotesi sulla componente etnica
Tale particolarità geografica ha avuto una sua importanza nel determinare la singolarità di questo aspetto culturale all'interno della cultura di Ozieri, e - secondo l'archeologo Giovanni Lilliu - testimonia la diversa origine delle varie popolazioni preistoriche sarde.
Sempre secondo lo studioso, queste differiscono tra loro sia nella costituzione sociale ma anche nella componente etnica: più antiche e forse discendenti dalle popolazioni neolitiche sarde quelle appartenenti all'aspetto culturale dei circoli megalitici, più moderne e di forte caratterizzazione cicladico-minoica quelle appartenenti al ramo principale - ossia a Cultura Ozieri.
Le genti di appartenenti alla facies Arzachena, principalmente di origine guerriera e pastorale, erano organizzate in gruppi chiusi e di élite, costituiti in una società a sfondo aristocratico ed individualistico, con una netta distinzione dei clan nel contesto tribale.
Questa differenziazione si esplicita non tanto nelle abitazioni, quanto nella forma dei sepolcri e nei riti funebri. I gruppi aristocratici seppellirono i loro morti in monumenti megalitici a forma di circolo, con una camera centrale contenente un solo individuo, e questa singolare usanza fa ben comprendere come sia stato molto importante per queste genti definire chiaramente la superiorità del capo rispetto agli altri individui.
I corredi funebri comprendevano oggetti finemente lavorati come coppette in steatite, lame in selce, piccole accette triangolari in pietra dura levigata e grani di collana di steatite verde a forma di piccole olive.
Sia l'architettura sepolcrale sia la cultura materiale delle genti di questo aspetto culturale trovano puntuali riscontri nell'area pirenaica (Catalogna, Linguadoca, Provenza) oltre che nella stessa Corsica.

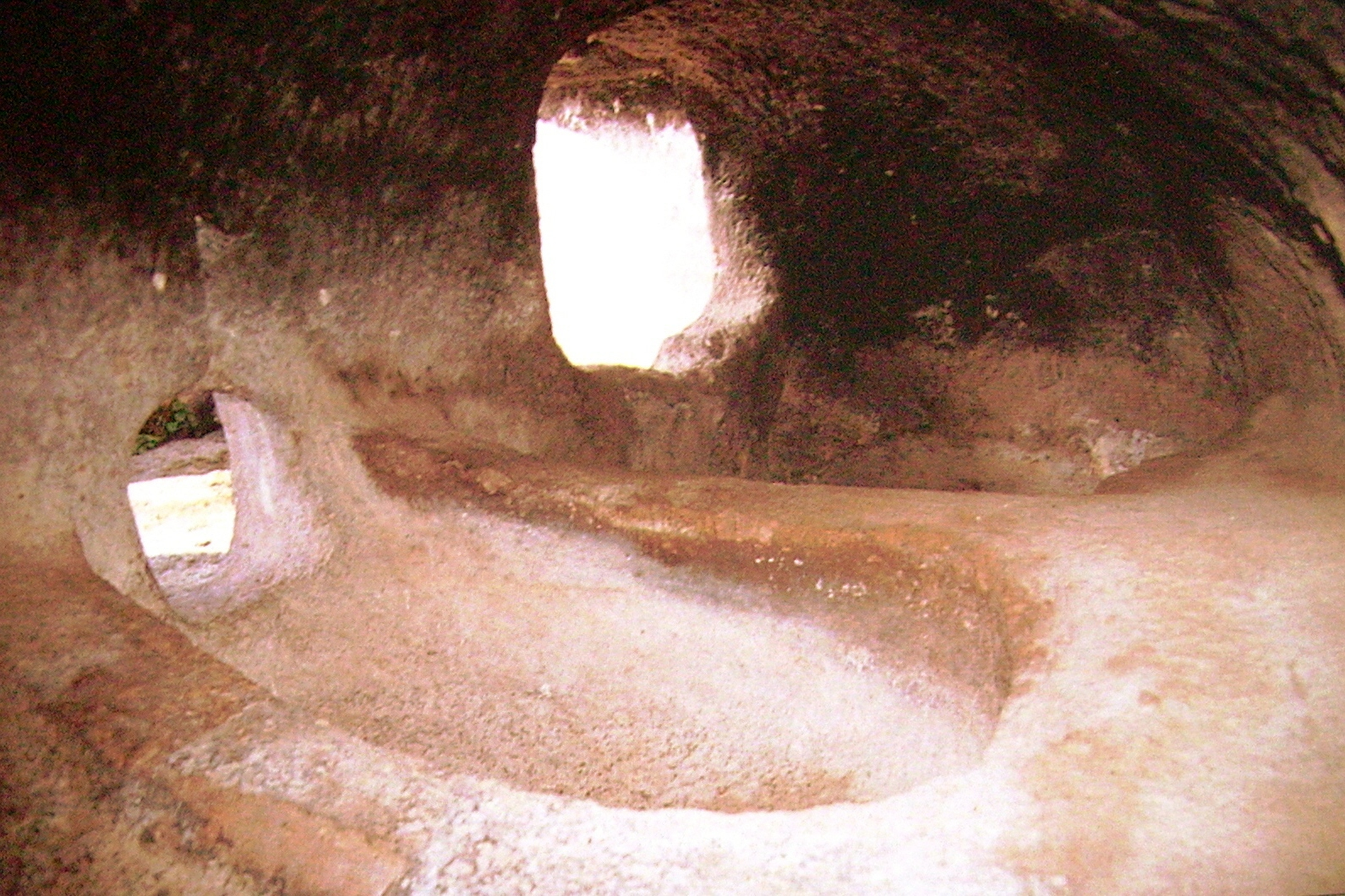
Villaperuccio, necropoli di Montessu, interno di una Domus de janas

## Differenziazioni interne
Se le popolazioni della facies gallurese erano guidate da una forte aristocrazia pastorale e guerriera seguendo un rigido schema gerarchico, quelle appartenenti alla cultura principale di Ozieri si riunivano in villaggi organizzati in un ampio contesto tribale e sviluppati secondo un assetto urbanistico di tipo collettivo, facendo intuire agli studiosi una cultura tendenzialmente democratica. Tale tendenza appare nella disposizione dei sepolcri e nei riti funebri: così come le capanne sono raggruppate in villaggi, così le tombe sono concentrate in piccole necropoli. I defunti venivano sepolti con il rito della deposizione collettiva in domus de janas, cioè tutti insieme i membri della stessa famiglia e forse anche del clan, in netto contrasto con quanto avveniva invece tra le genti della facies gallurese.
Secondo lo studioso Giovanni Lilliu, anche in epoca preistorica in Sardegna si delineavano già abbastanza chiaramente le due anime complementari della società isolana: i pastori guerrieri degli altopiani centrali e i guerrieri raccoglitori delle pianure. Anche se i dati antropologici sinora conosciuti non ne forniscono chiaramente la prova non sembrano prive di valore e di significato alcune differenziazioni comportamentali proprie dei galluresi e dei corsi moderni, rispetto alle altre popolazioni sarde.

## Caratteristiche proprie
Per tutto il tempo della sua durata, la caratterizzazione culturale gallurese non si è omologata alle più ricche espressioni della cultura di Ozieri, ma ha opposto una certa resistenza. Si suppone che questo sia avvenuto principalmente perché conteneva al suo interno una forte componente aristocratica che si oppose con tenacia alle novità proposte dalle altre correnti culturali, respingendole e riproponendo in continuazione sempre lo stesso modello culturale primordiale.
In pratica - secondo lo studioso Giovanni Lilliu - il modello gallurese si è riprodotto in maniera sempre uguale dal III millennio a.C., attraverso il II millennio a.C. con la nascita della civiltà nuragica (diffusasi anche in Corsica dove è stata chiamata torreana), sino alla conquista romana (sopravvivendo ad essa) e fornendo agli archeologi un incredibile esempio di struttura culturale e sociologica congelata.

## I circoli megalitici

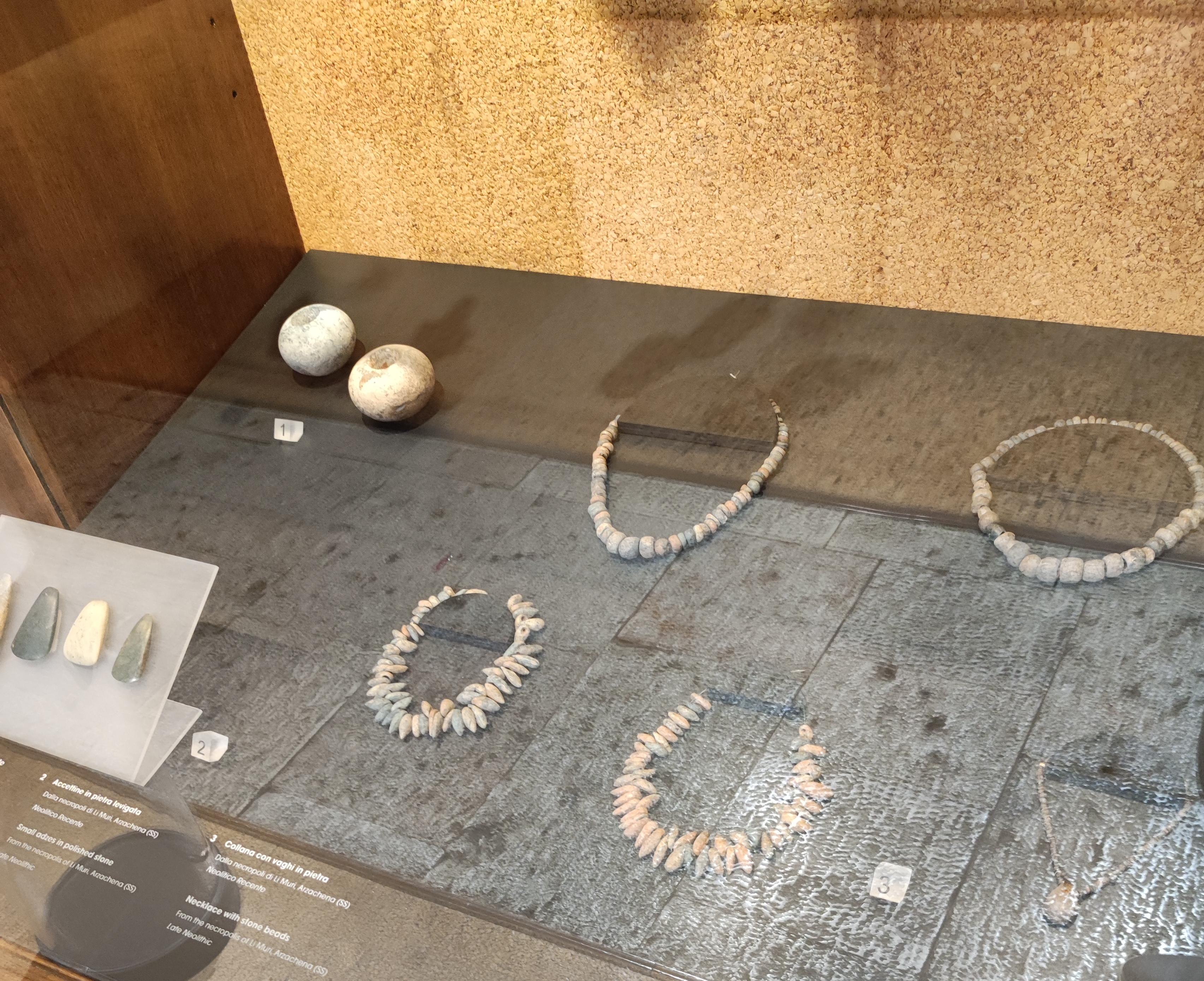
Ritrovamenti da Li Muri

I monumenti più significativi di quel periodo sono le cosiddette tombe a circoli, ossia quelle particolari strutture nelle quali i defunti erano sistemati all'interno di circoli litici concentrici.
Questo tipo di costruzione - molto particolare - è costituita da pietre infisse verticalmente nel terreno seguendo la circonferenza di un cerchio e con al centro una cassetta in pietra di forma quadrangolare. Nel territorio di Arzachena, in una località chiamata Li Muri, si trova il complesso megalitico meglio conservato.
Secondo lo studioso Giovanni Lilliu questo circolo funerario-rituale serviva per la scarnificazione dei cadaveri i quali venivano deposti nelle pietre scanalate che costituivano la circonferenza e lasciati al sole per un lungo periodo. Successivamente le ossa venivano raccolte e riposte nella cassetta al centro del circolo.
Esempi di simili sepolture sono presenti anche all'isola d'Elba, nelle necropoli delle Piane alla Sughera e della Forca.

## Siti archeologici principali
Fra i più importanti siti archeologici pre-nuragici della Gallura sono da citare:
- Circoli dolmenici di Li Muri;
- Circolo dolmenico di Macciunitta;
- Tombe a tafone (diffuse anche nel periodo nuragico)

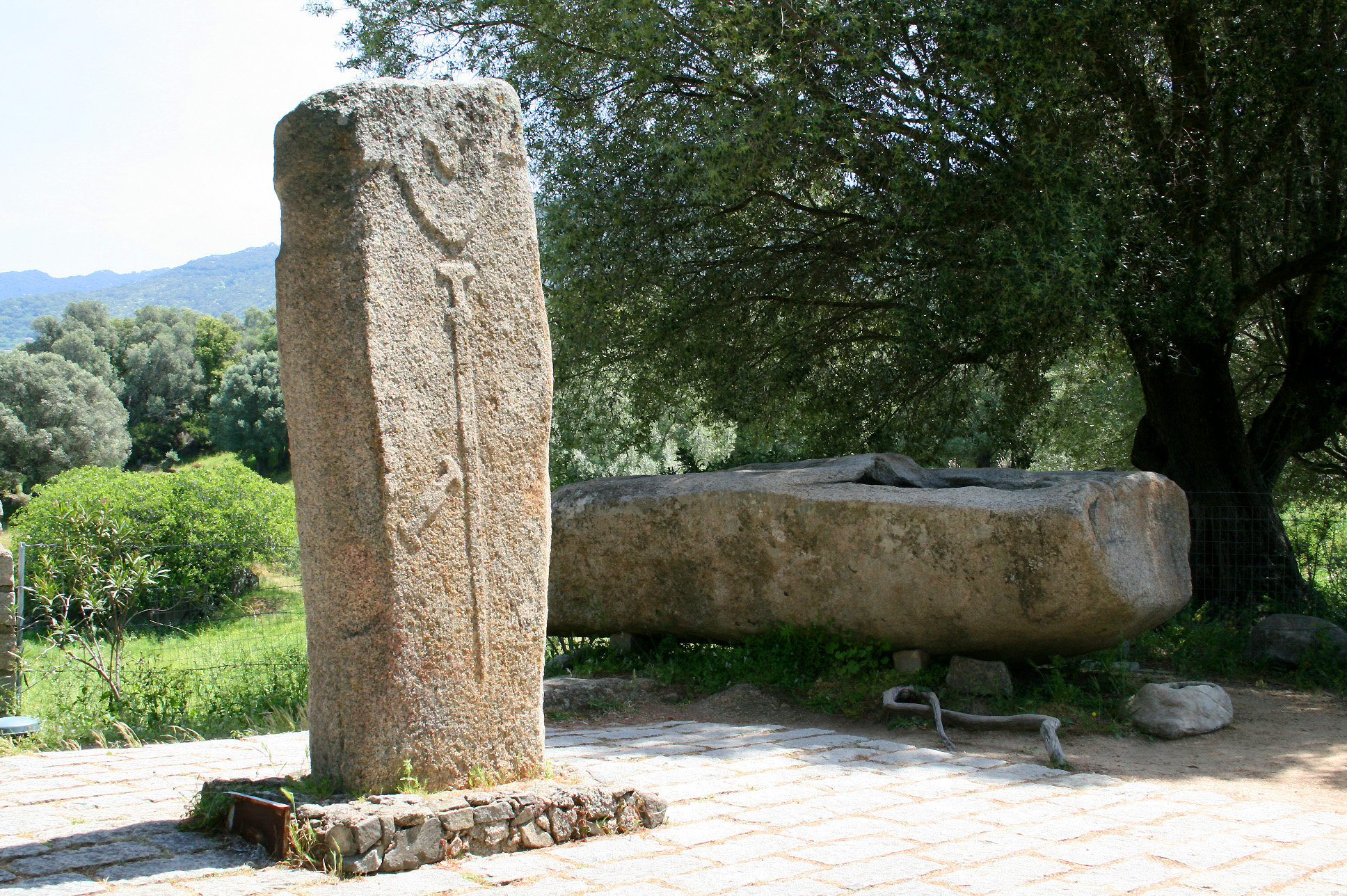
Corsica, Filitosa, statua stele.

## Siti archeologici corsi
In Corsica tra i monumenti megalitici di quel periodo vi è il sito di Filitosa, riconosciuto di interesse mondiale dall'UNESCO.
Intorno al 3300 a.C. vennero eretti i primi semplici menhir ma la loro forma cambiò durante i secoli successivi trasformandosi prima in menhir antropomorfi e poi successivamente in statue-menhir, con i lineamenti del viso ben marcati e dotati di armi come spade e pugnali (innovazioni stilistiche forse dovute a influssi culturali esterni).
Tra i circoli megalitici corsi si segnalano quelli di Monte Revincu (Santo Pietro di Tenda), Ciutalaghia (Appietto), Monte Rotundu (Sotta), Tivolaggiu (Porto Vecchio) e Vascolacciu (Figari).